# Stolniceni-Prăjescu (gmina)
Stolniceni-Prăjescu – gmina w Rumunii, w okręgu Jassy. Obejmuje miejscowości Brătești, Cozmești i Stolniceni-Prăjescu. W 2011 roku liczyła 5250 mieszkańców.